# Groot Constantia
Groot Constantia es la finca vinícola más antigua de Sudáfrica y el patrimonio provincial en el suburbio de Constantia en Ciudad del Cabo, Sudáfrica. La palabra "Groot" en holandés y afrikáans se traduce como "genial" (como grande) en español.

## Historia
En 1685, durante una visita anual a Ciudad del Cabo, Hendrik van Rheede otorgó los terrenos de Groot Constantia a Simon van der Stel, gobernador de la Compañía Neerlandesa de las Indias Orientales del Cabo de Buena Esperanza.
Van der Stel construyó la casa y usó la tierra para producir vino, así como otras frutas y verduras, y para la cría de ganado. Tras la muerte de Van der Stel en 1712, la finca se dividió y se vendió en tres partes: Groot Constantia, Klein Constantia y Bergvliet.
En 1779, la parte de la finca, incluida la casa solariega de estilo Cape Dutch de Van der Stel, se vendió a la familia Cloete, que plantaron extensos viñedos y ampliaron y mejoraron la mansión por encargo del arquitecto Louis Michel Thibault. La bodega fue agregada por Cloete en 1791. La casa permaneció en posesión de la familia Cloete hasta 1885, período durante el cual la finca se hizo famosa por la producción de su vino de postre.
En 1885, Groot Constantia fue comprado por el gobierno del Cabo de Buena Esperanza y se utilizó como finca vitivinícola y agrícola experimental. Tras un desastroso incendio en 1925, la casa fue restaurada en gran medida.
En el año 1925 la casa solariega se incendió por completo. Se recaudaron fondos para reconstruirlo a su esplendor original de Cape Dutch.
En 1969, la casa solariega pasó a formar parte del Museo de Historia Cultural de Sudáfrica, y en 1993 la finca pasó a ser propiedad de Groot Constantia Trust. La exposición en la casa está dirigida por el Museo Sudafricano Iziko y se centra particularmente en la esclavitud rural y la vida de los esclavos durante el período colonial temprano del Cabo.
Hoy en día, otras fincas se han unido a Groot Constantia para formar la pintoresca ruta del vino de Constantia. Estas propiedades incluyen Klein Constantia, Buitenverwachting, Constantia Uitsig, Steenberg, Constantia Glen, Eagles Nest y High Constantia.

## Producción de vino
Groot Constantia se destaca particularmente por su producción de vinos tintos de alta calidad, incluidos Syrah, Merlot y los tintos mezclados Gouverneurs Reserve. En 2003, la finca comenzó a producir un vino de postre Constantia, llamado Grand Constance, por primera vez desde la década de 1880.

## Galería

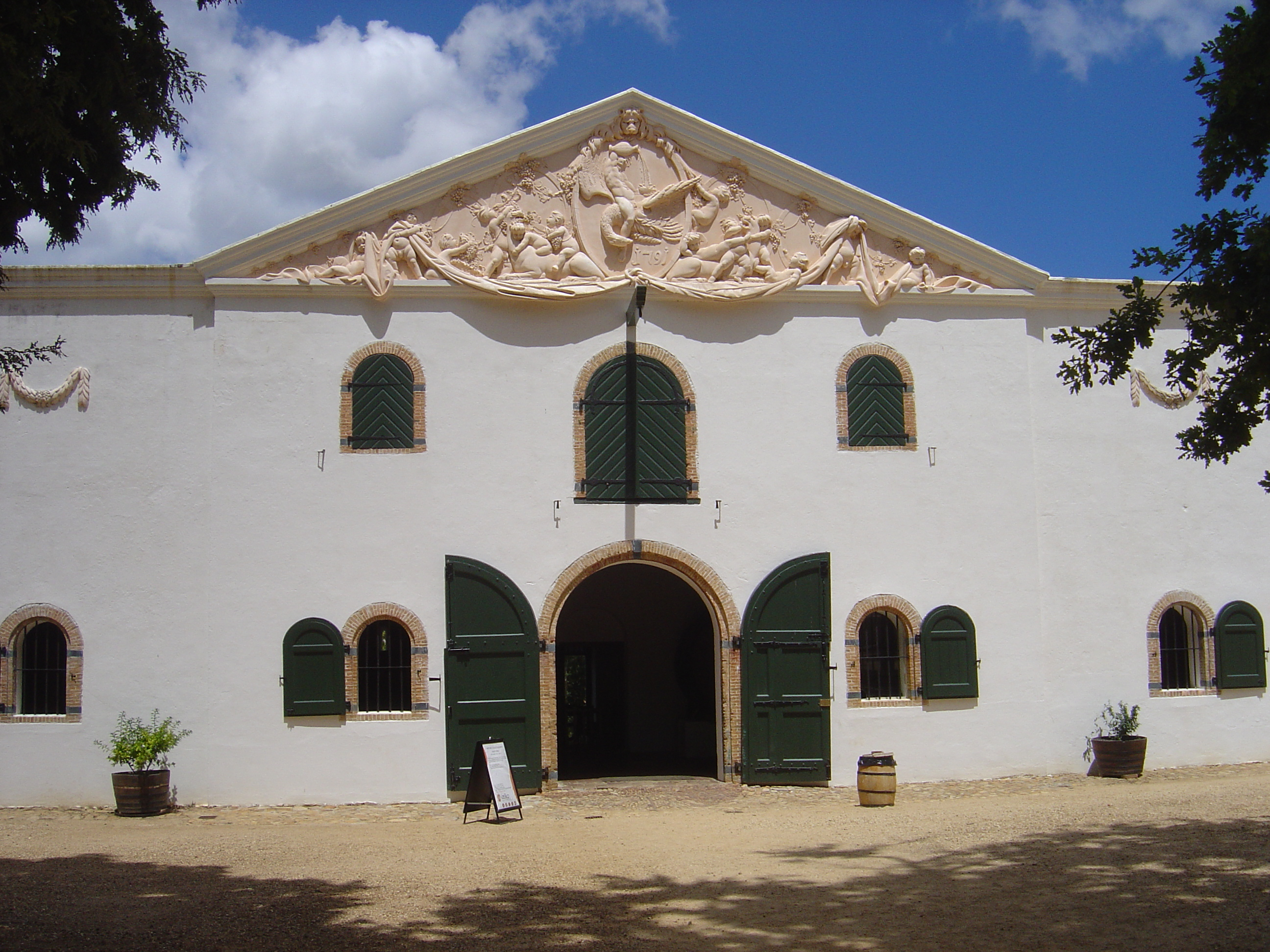
Edificio Cloete Cellar, la bodega original de la finca.
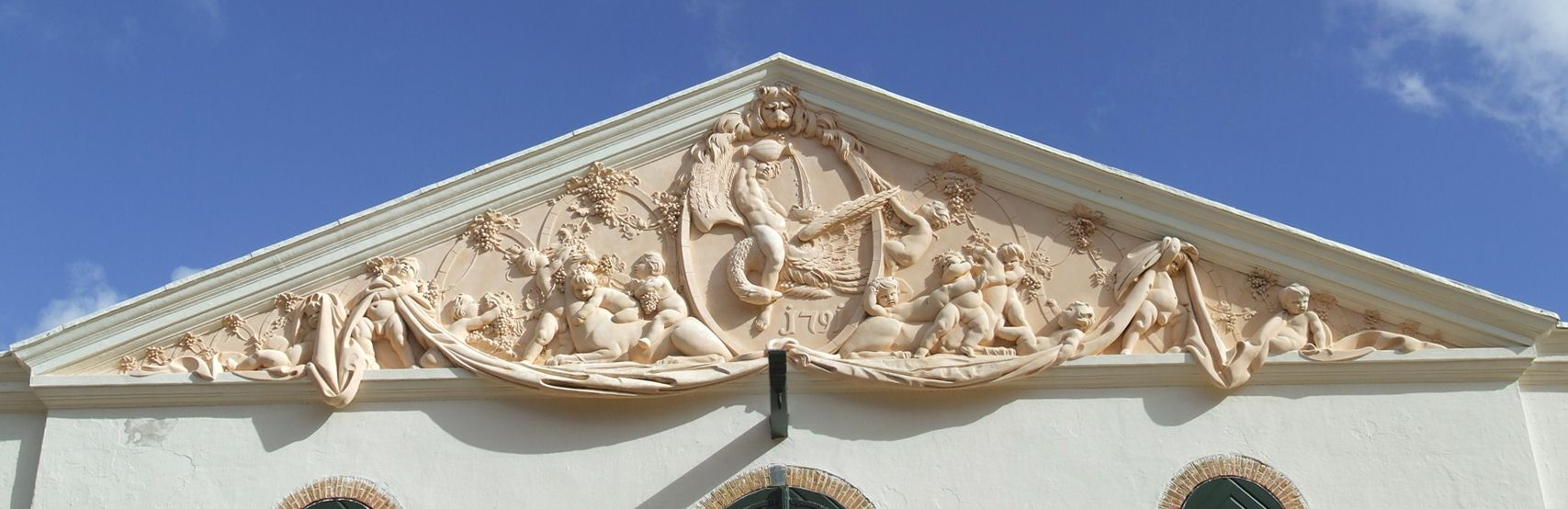
Cerca del frontón del escultor, Anton Anreith .
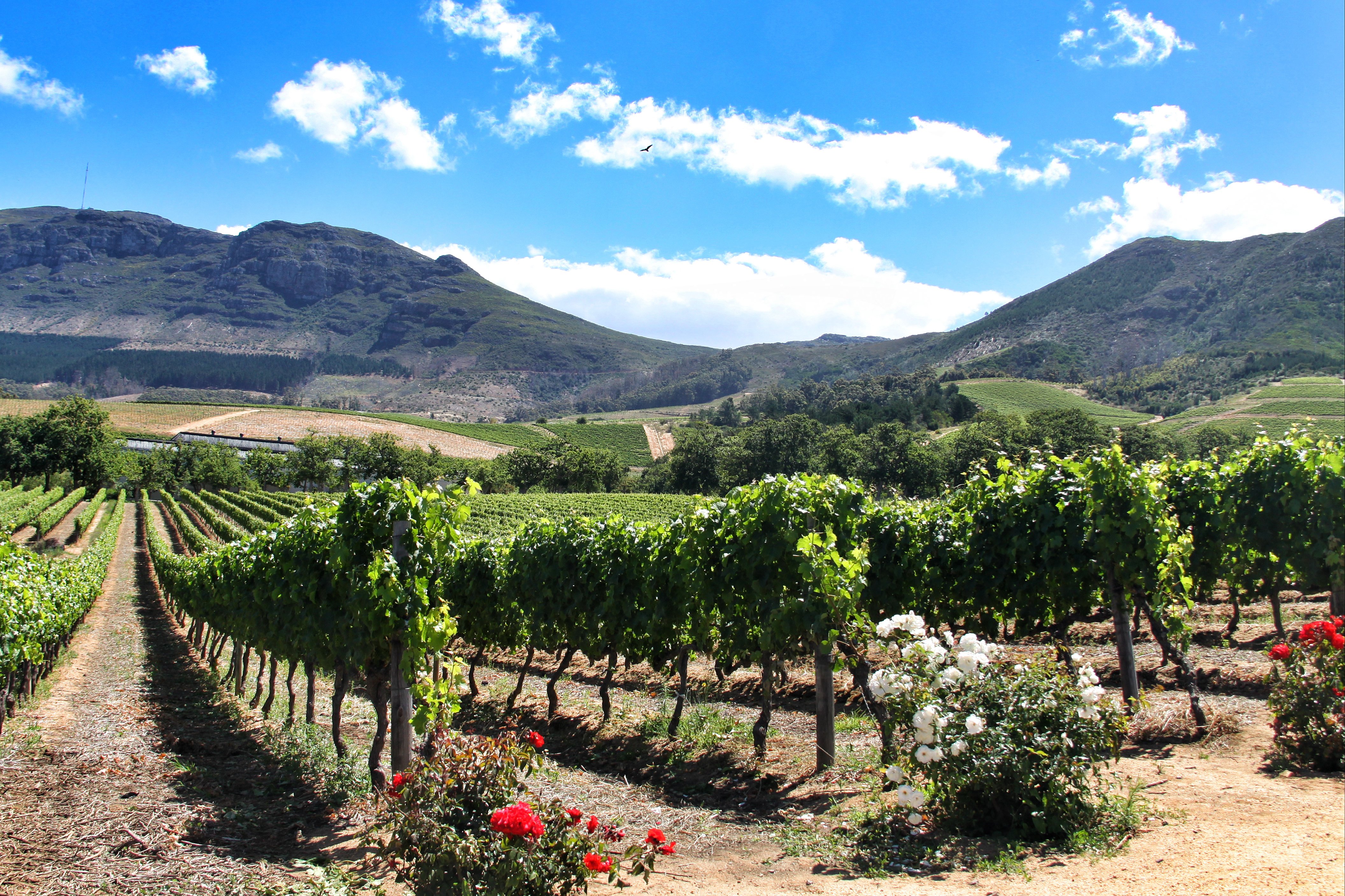
Groot Constantia Estate.
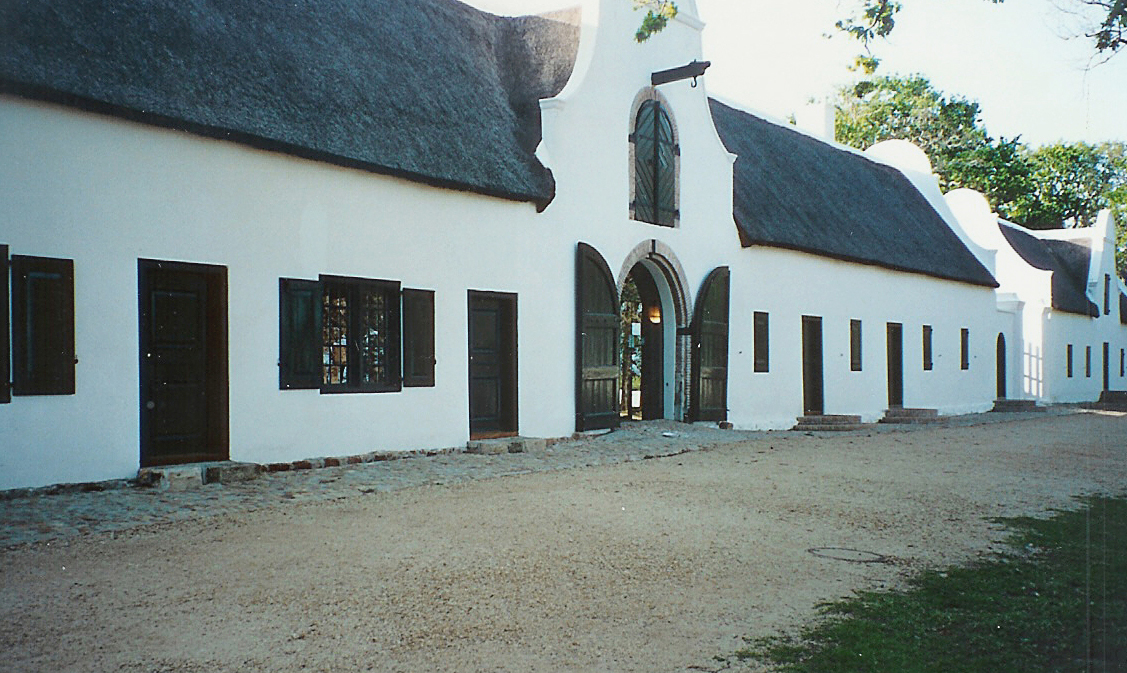
Dependencias en Groot Constantia, que ahora alberga el restaurante Jonkershuis.
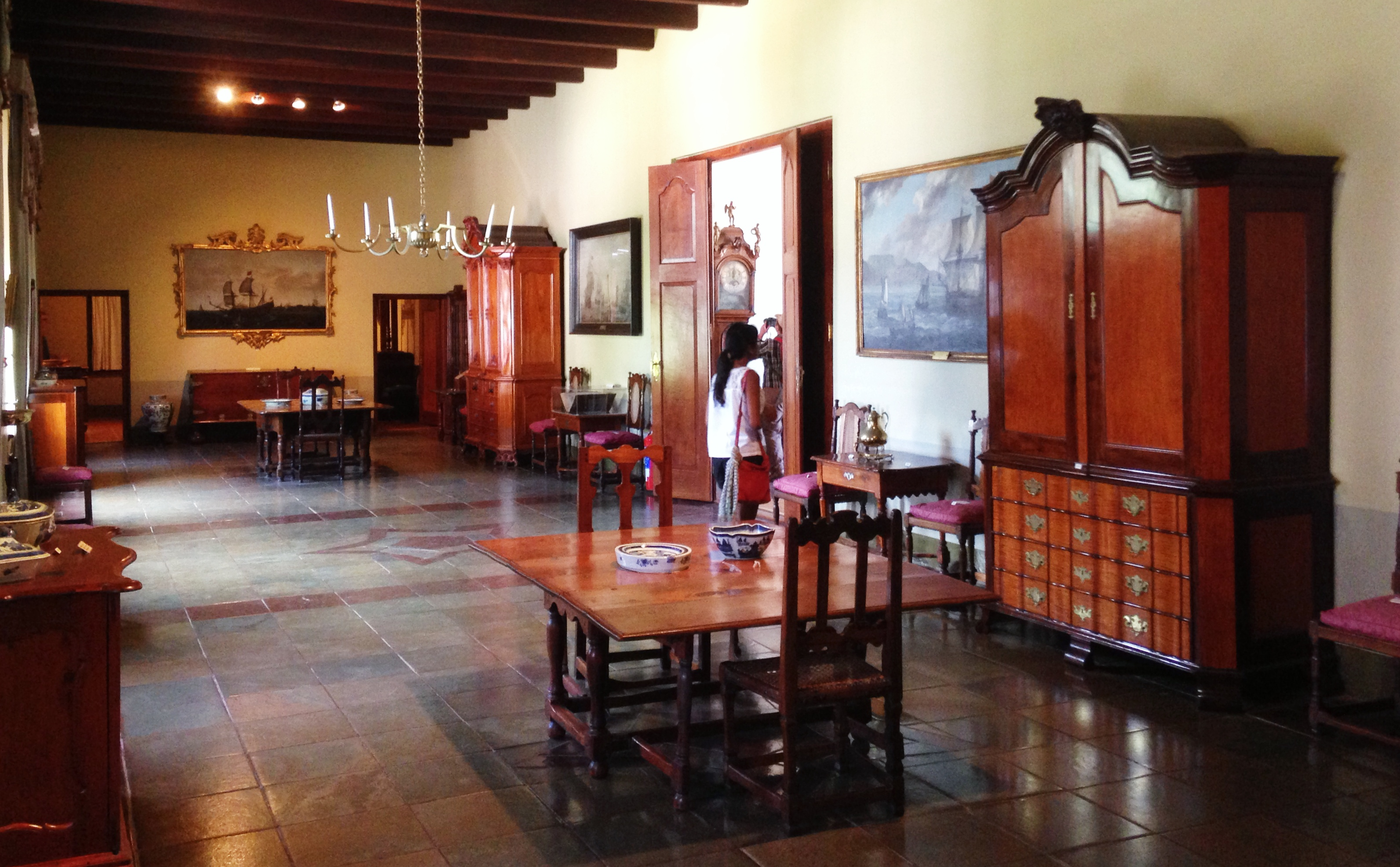
Vista de la sala interior principal de Groot Constantia.
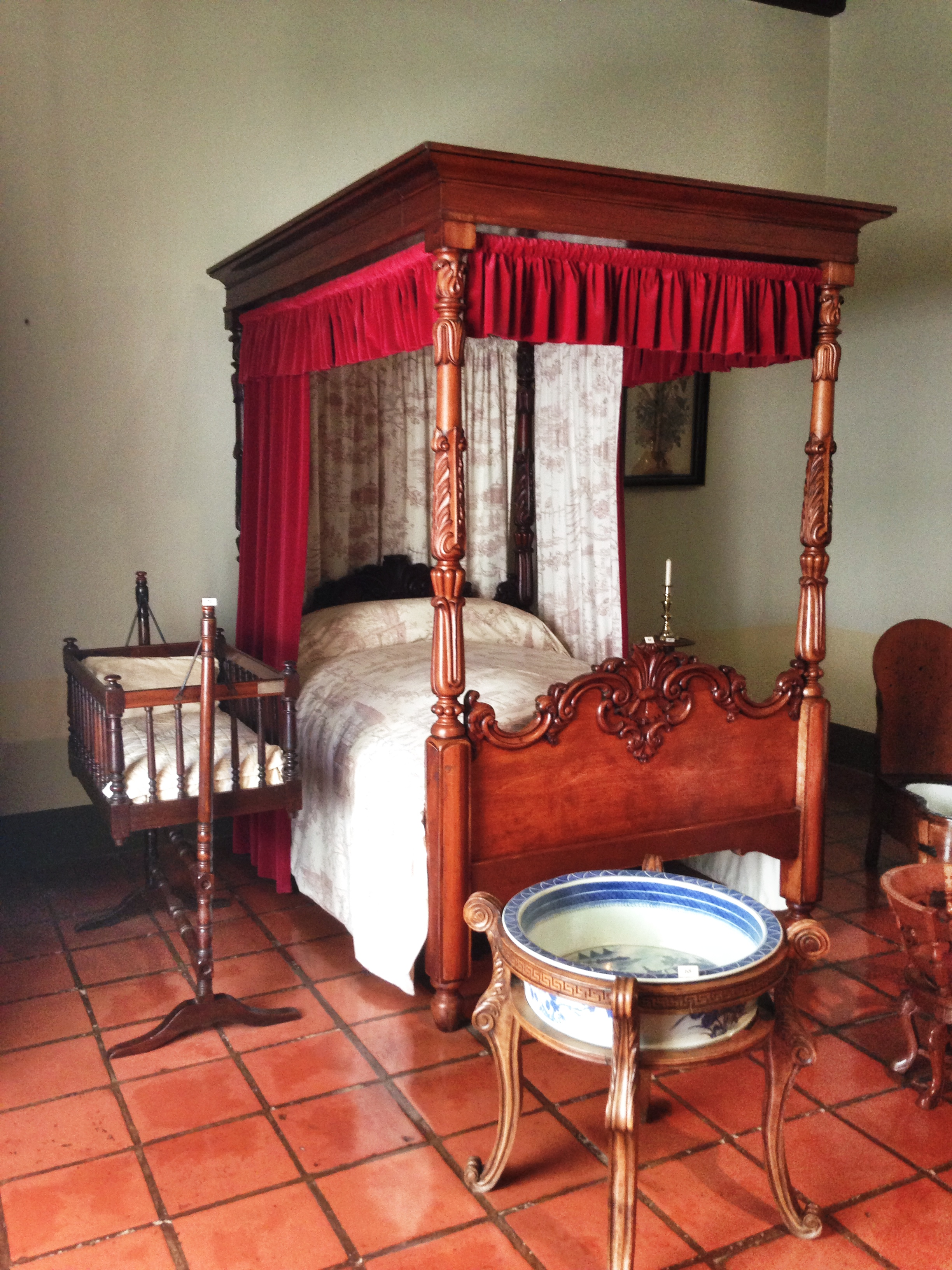
Uno de los dormitorios principales de Groot Constantia se restauró a su apariencia en el siglo XVIII.
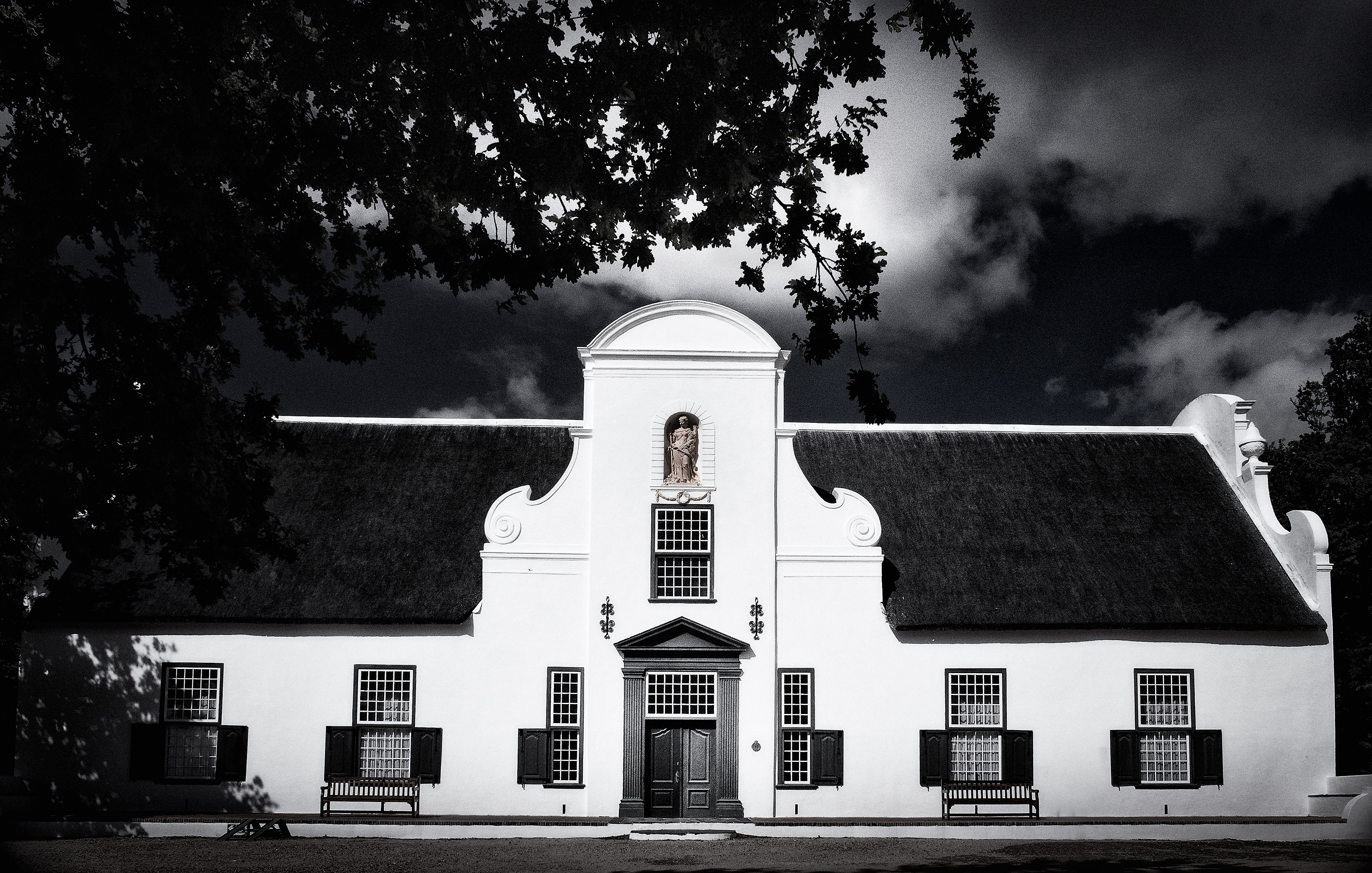
Casa principal de frente en blanco y negro.
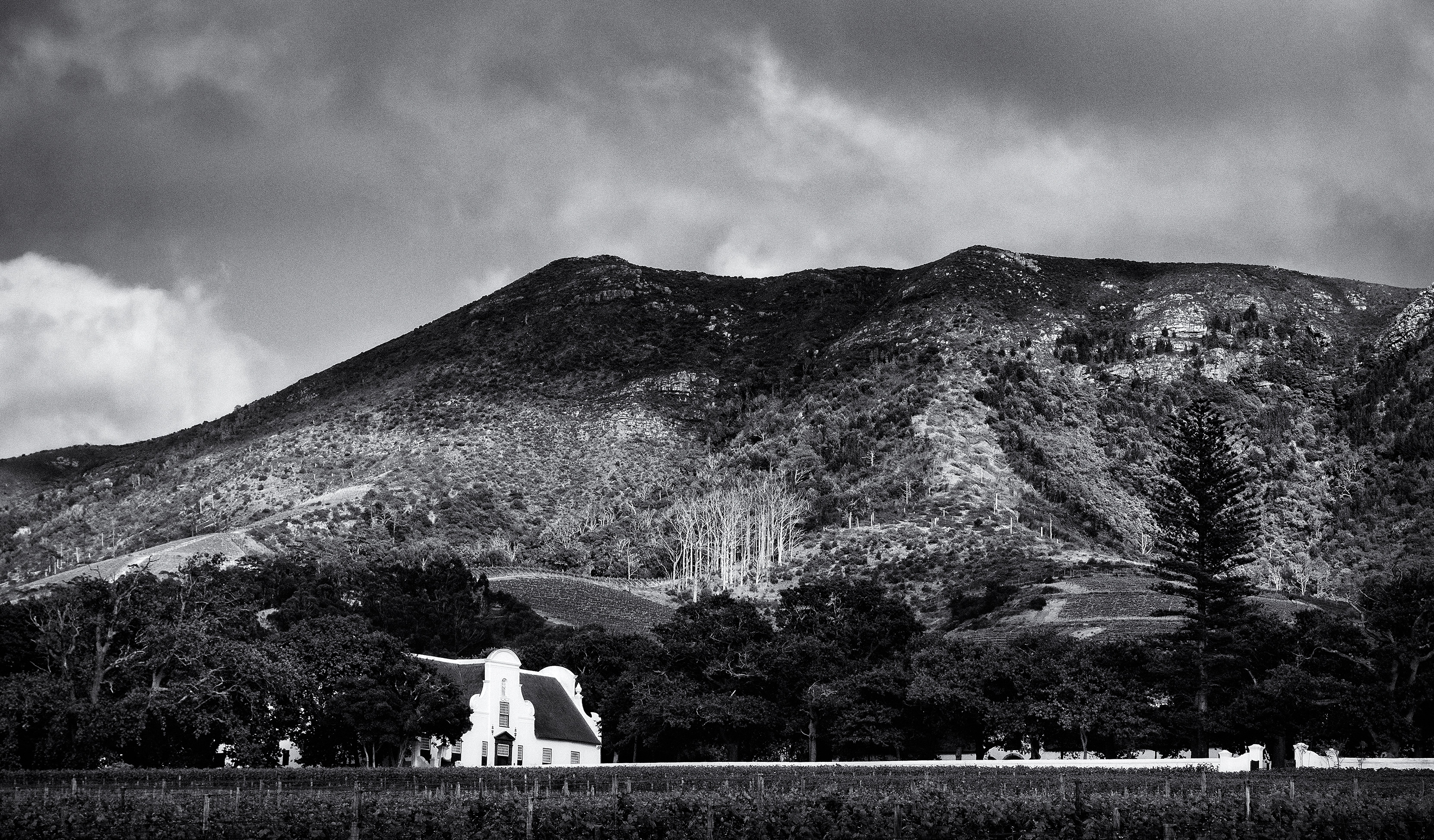
Una vista de la casa principal y las colinas circundantes en blanco y negro.
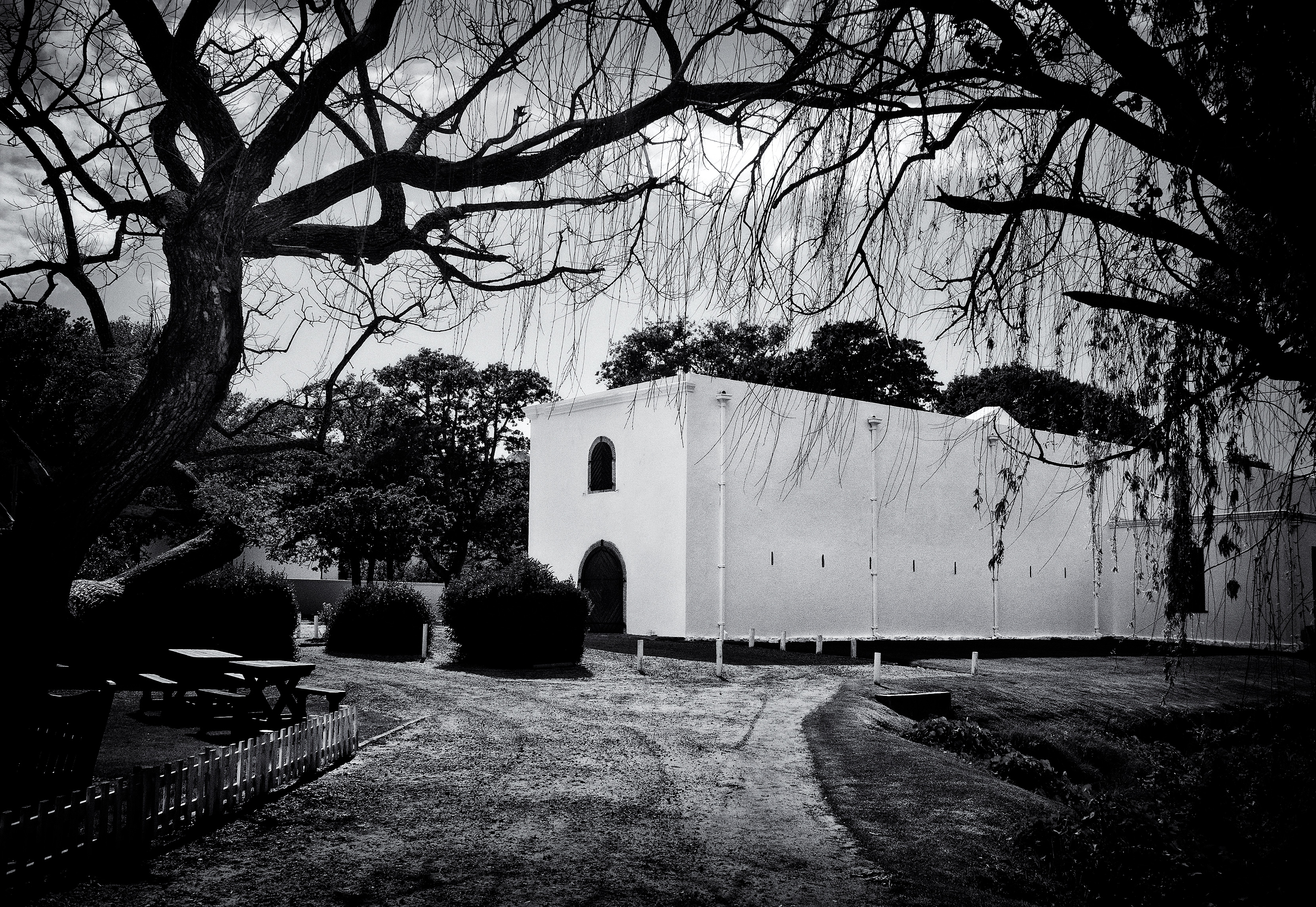
El edificio Wine Cellar en Groot Constantia en blanco y negro.